# Osted
Osted est une ville du Danemark située dans la partie centrale de la Sjælland, entre les villes de Roskilde et de Ringsted.
La ville comptait 2156 habitants en 2016.
Le nom de la ville était autrefois orthographié Ousted et Ovsted.

## Personnalités liées à la ville
- Morten Olsen, champion olympique de handball, né à Olsted
- Niels-Henning Ørsted Pedersen, contrebassiste né à Olsted

## Galerie photo

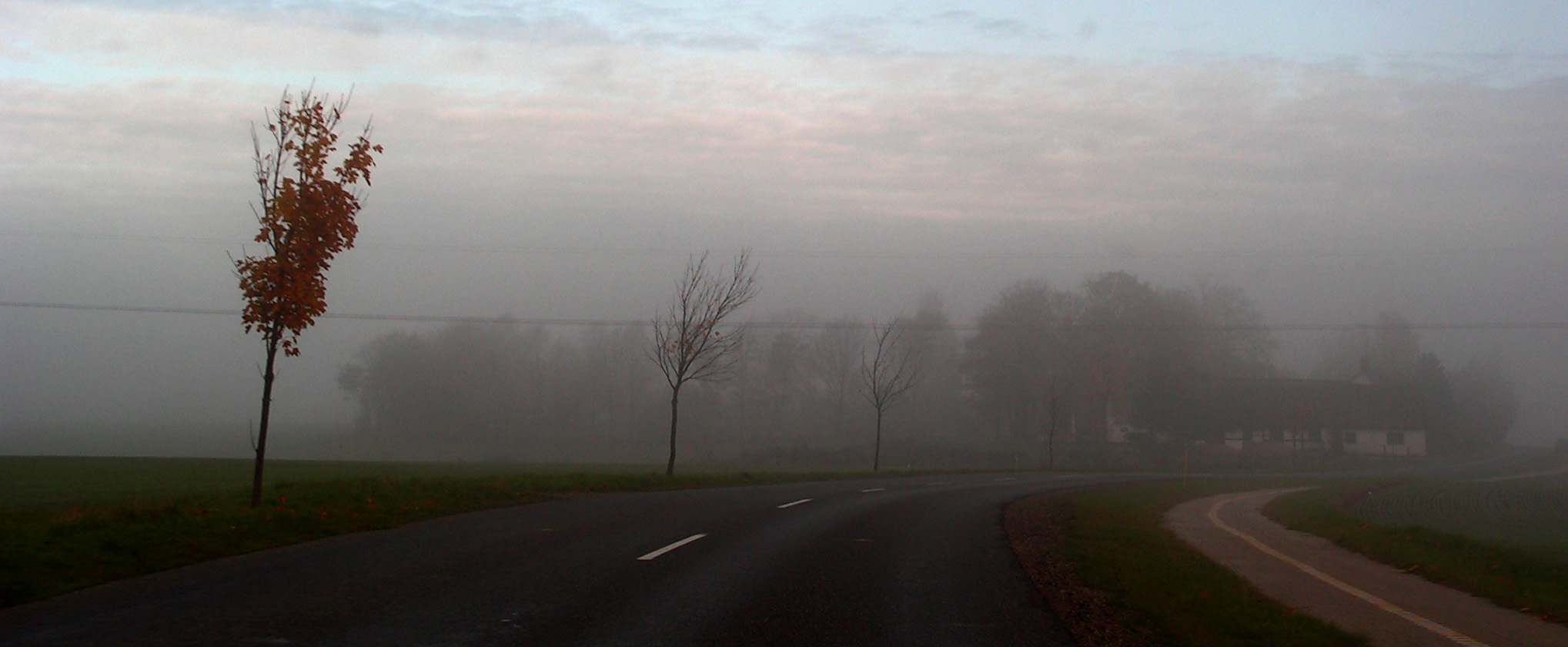
Brouillard matinal sur Osted.